# Computergrafik
Computergrafik er en gren inden for datalogien, der beskæftiger sig med at generere eller ændre digitale billeder ved anvendelse af en computer. De digitale billeder kan være rastergrafik eller vektorgrafik eller en blanding evt. i flere grafiklag. Billeder bliver sædvanligvis vist på en computerskærm, men kan for eksempel også overføres til film.
Computergrafik, der vises på en computerskærm, bliver ofte genereret fra en eller flere dedikerede grafikprocessorer, der fx kan sidde på et grafikkort.
Tredimensionel computergrafik er oftest baseret på vektorgrafik, der anvender polygoner til at repræsentere 3-dimensionelle overflader. Typisk vil farve, belysning og tekstur for hver enkelt polygon kunne kontrolleres. 
Andre metoder er ray tracing og global illumination.
Rastergrafik er typisk beregnet til "sort/hvid" (een farvekanal), RGB (tre farvekanaler), CMYK - eller endnu flere farvekanaler (inkl. usynlige fx infrarøde), som fx anvendes og genereres af satellitkameraer (geodata) og gemmes i geografiske informationssystemer (GIS).
En grafikskanner kan skanne 2D-billeder eller 3D-strukturer og gemme dem som rastergrafik og evt. via efterbehandling (3D-modellering) gemme i vektorgrafik fx via processen tessellation. Især 3D-strukturer kan have gavn af at blive gemt voxels (polyedere, terninger eller fx opløst i trekantoverflader i rummet).
Det er også almindeligt at 2D-rastergrafik sendes til et Optical character recognition (OCR) -program, der automatisk, med mere eller mindre succes, giver tekst og 2D-billeder.